# Großer Selentschuk
Der Große Selentschuk (russisch Большой Зеленчук; Bolschoi Selentschuk) ist ein linker Nebenfluss des Kuban in der russischen Republik Karatschai-Tscherkessien und in der Region Stawropol.
Der Große Selentschuk entsteht am Zusammenfluss seiner beiden Quellflüsse Psysch und Kisgytsch an der Nordflanke des Großen Kaukasus. Der typische Gebirgsfluss verläuft in nordnordöstlicher Richtung. Er passiert die Kleinstadt Selentschukskaja und mündet schließlich nach 158 km in der Großstadt Newinnomyssk in den nach Norden strömenden Kuban. 80 km oberhalb der Mündung beträgt sein mittlerer Abfluss 40 m³/s. Wichtigster Nebenfluss ist der Kjafar von links.